# Scleropactes botosaneanui
Scleropactes botosaneanui là một loài chân đều trong họ Scleropactidae. Loài này được Vandel miêu tả khoa học năm 1973.